# Madiako
Madiako est un canton du Cameroun situé dans le département du Logone-et-Chari et la Région de l'Extrême-Nord, au sud du lac Tchad, à la frontière avec le Tchad. Il fait partie de la commune de Logone-Birni.

## Population
Lors du recensement de 2005, on y a dénombré 16 165 personnes.